# Жаганський палац
Жаганський палац (пол. Pałac Lobkowitzów w Żaganiu), або Зага́нський за́мок (нім. Schloss Sagan) — бароковий палац, розташований у місті Жагань Любуського воєводства у Польщі.

## Історія

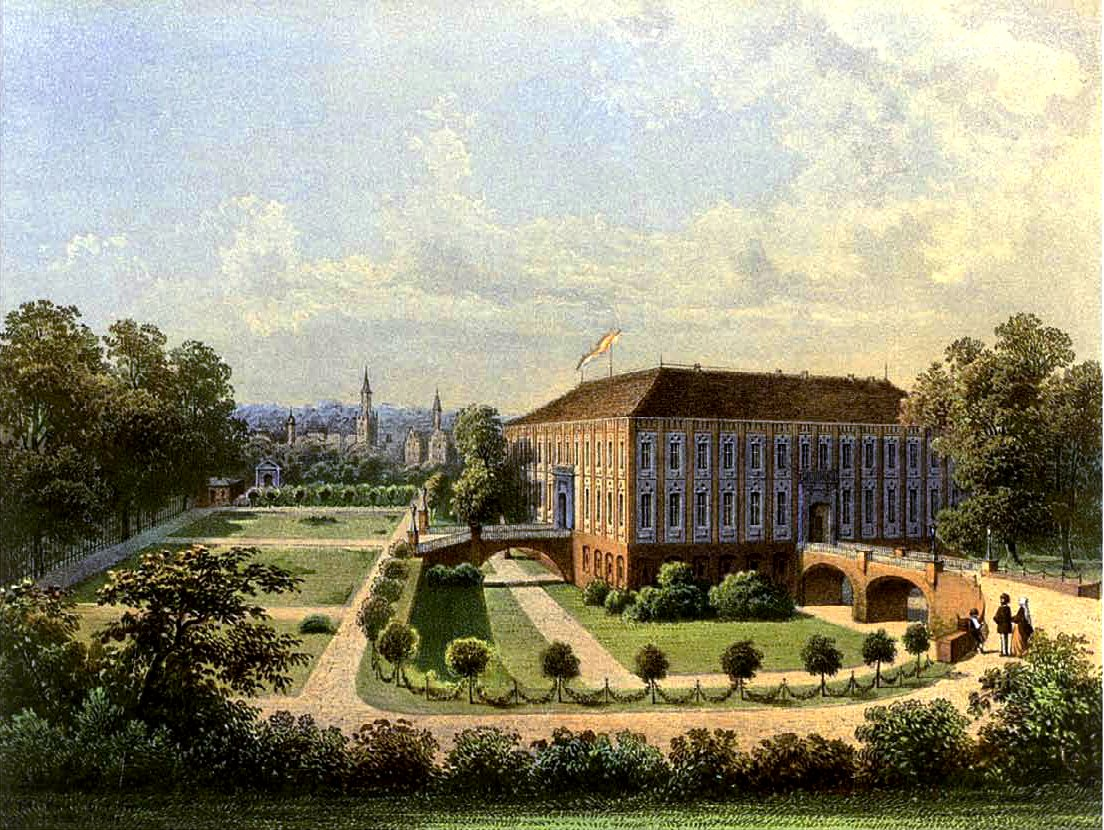
Вигляд замку між 1857 та 1883 роками. Літографія з колекції Александра Дункера

Палац було побудовано фактично на місці середньовічного замку П'ястів XIII—XIV століть. Історія цієї пам’ятки пов’язана з Глогівсько-Жаганським князівством. У 1627 році Священний римський імператор Фердинанд II продав Жаганське герцогство чеському князю, полководцю і політику Альбрехту Валленштейну. З його ініціативи тут розпочалося будівництво оборонно-репрезентативної резиденції, спроектованої Вінченціо Боккаччо. Він спроєктував велику чотирикрилу будівлю з трьома циліндричними бастеями по кутах, оточену ровом. У плані вона нагадувала готичний замок, а архітектурною формою представляла ренесансний тип оборонної резиденції з XVI століття. Навесні 1630 року розпочалося будівництво палацу. Щоб створити правильну перспективу для палацу, Валленштейн наказав знести 70 будинків. У серпні 1630 року будівельні роботи були припинені, оскільки підрозділи саксонських та бранденбурзьких військ прибули до Жаганя. Продовження будівництва розпочалося у червні наступного року. Друга, значно довша перерва наступила через п’ять місяців та тривала понад 40 років. Причиною стала смерть князя. Його вбили у 1634 році у місті Хеб. У 1646 році князівство стало власністю князя Вацлава Єусебіуша фон Лобковіца. Саме він у 1670 році продовжив будівництво палацу. Цього разу проєктантом став Антоніо делла Порта, який трохи змінив проєкт Боккаччіо, так щоб той нагадував родову садибу Лобковіців у Роудниці. Проєкт Антонії делла Порті передбачав чотирикрилу будівлю з низьким паравановим крилом, яке замикало подвір'я з південної сторони. У 1674 році було завершено будівництво північного крила, на межі 1678 та 1679 років — західного крила, а у 1693 році — східного крила. Лобковіц у 1786 році продав Жаганське князівство князю Курляндії — Петеру фон Бірону. Той, довірив роботи з перебудови палацу  своєму зятеві — Крістофу Йоганну Фрідріху графу фон Медем, який деяким кімнатам надав класицистичного вигляду, що частково зберігся до нашого часу. Розквіт місцевої резиденції настав у той час, коли нею володіла найменша дочка Бірона — Доротея, княгиня де Діно. 
Наприкінці 40-их років XIX століття було розібрано південне, параванове крило палацу, а перед подвір'ям облаштовано два під'їзди, між якими розташовано нову оранжерею, споруджену у 1847 році. Тоді ж новий декор отримали інтер’єри палацу. 
У 1972—1983 роках були проведені консерваційні роботи, після чого у палаці Лобковіців було розміщено Жаганський палац культури.

## Архітектура
Бароковий палац у Жагані складається з трьох ярусів. В'їзд до палацу з північної та західної сторони здійснюється через два муровані мости, які перекинуто над сухим ровом. Входи до палацу розміщено у кам’яних порталах. Віконні отвори увінчані маскаронами, які називають диявольськими гримасами. Загалом їх є 197, а кожен з них різниться один від одного. Взірцем для створення маскаронів були ескізи Леонардо да Вінчі. Нижній ярус на рівні підвалів та сутеренів — це рустований цоколь, в якому розміщуються віконні отвори з обрамленнями. Обрамлення вікон виконані з важких кам'яних блоків. Замок має карниз білого кольору, стіни першого поверху — жовтого, а архітектурні деталі та рустикація віконних обрамлень виконані сірим кольором. З півдня, тобто зі сторони подвір’я, ростуть чотири платани, які посаджено на пам’ять про дочок Петера фон Бірона. У композиції фасадів подвір'я було застосовано аркадні сліпі вікна у поєднанні з вертикальними плоскими смугами. Тераса, оточена балюстрадою, знаходиться на даху оранжереї, що в свою чергу знаходиться між двома під'їздами. Оранжерея прикрашена десятьма високими вікнами, які мали пропускати світло для рослин, що раніше росли всередині неї. 

## Інтер'єри
Кімнати в палаці з'єднані між собою проходами на одній осі, так званими анфіладами. Поруч з переїздами є сходи з монументальними внутрішніми освітлювачами. Сходи підтримуються чотирма стовпами та містять майданчики для перепочинку. До приміщень прилягають коридори, які тягнуться зі сторони подвір’я та мають хрестові склепіння. Підлоги в палаці виготовлено з різних матеріалів. 
Деякі з залів на другому поверсі зберегли стуккові декорації у стилі класицизму, що походять з 90-их років XVIII століття. До них, серед іншого, належить найбільша з кімнат —  кришталева зала. У 1965—1983 роках палац було відреставровано з метою пристосування його до виконання функцій палацу культури. Деякі кімнати було відреставровано із втратою їх історичного вигляду.  

## Світлини

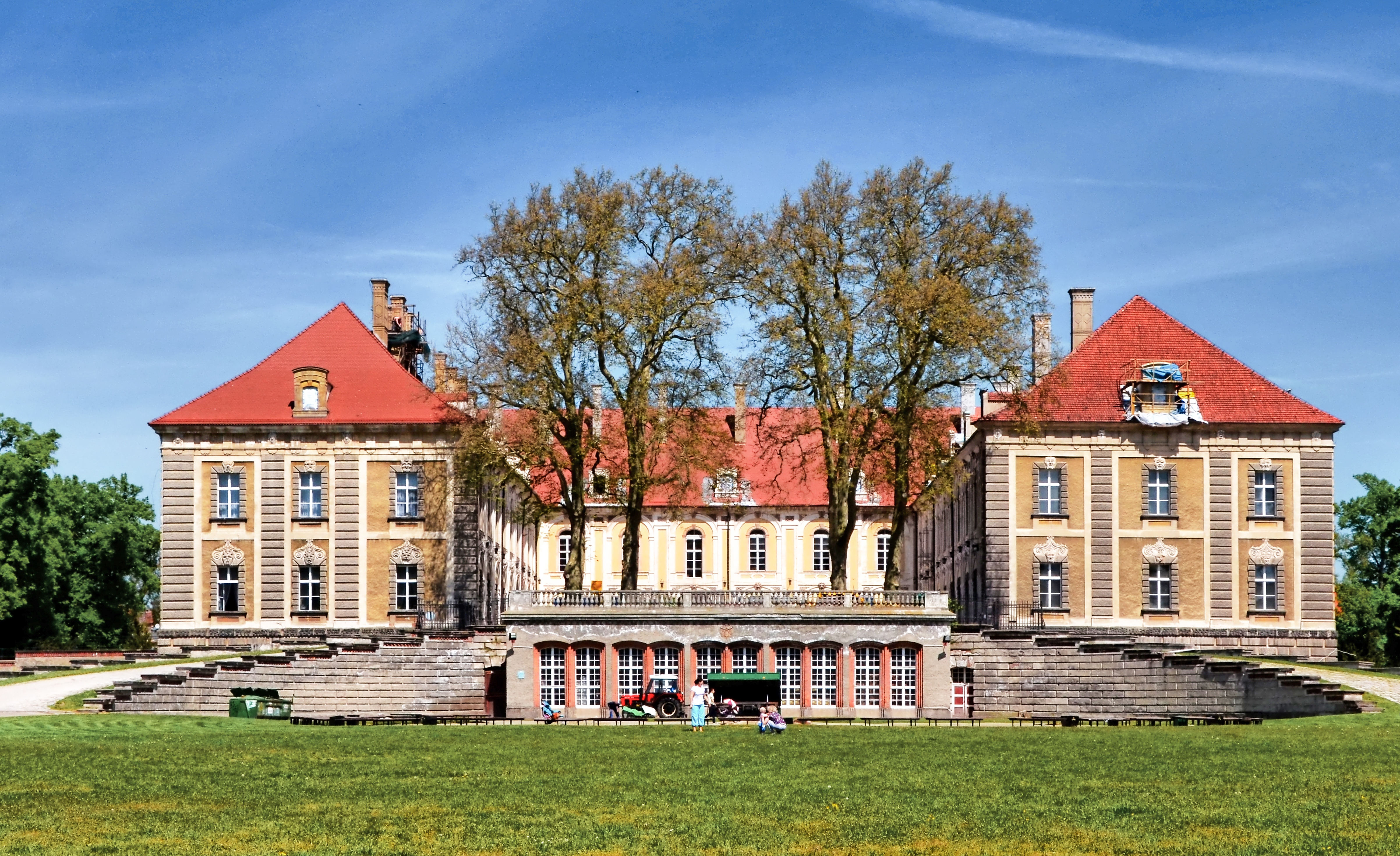
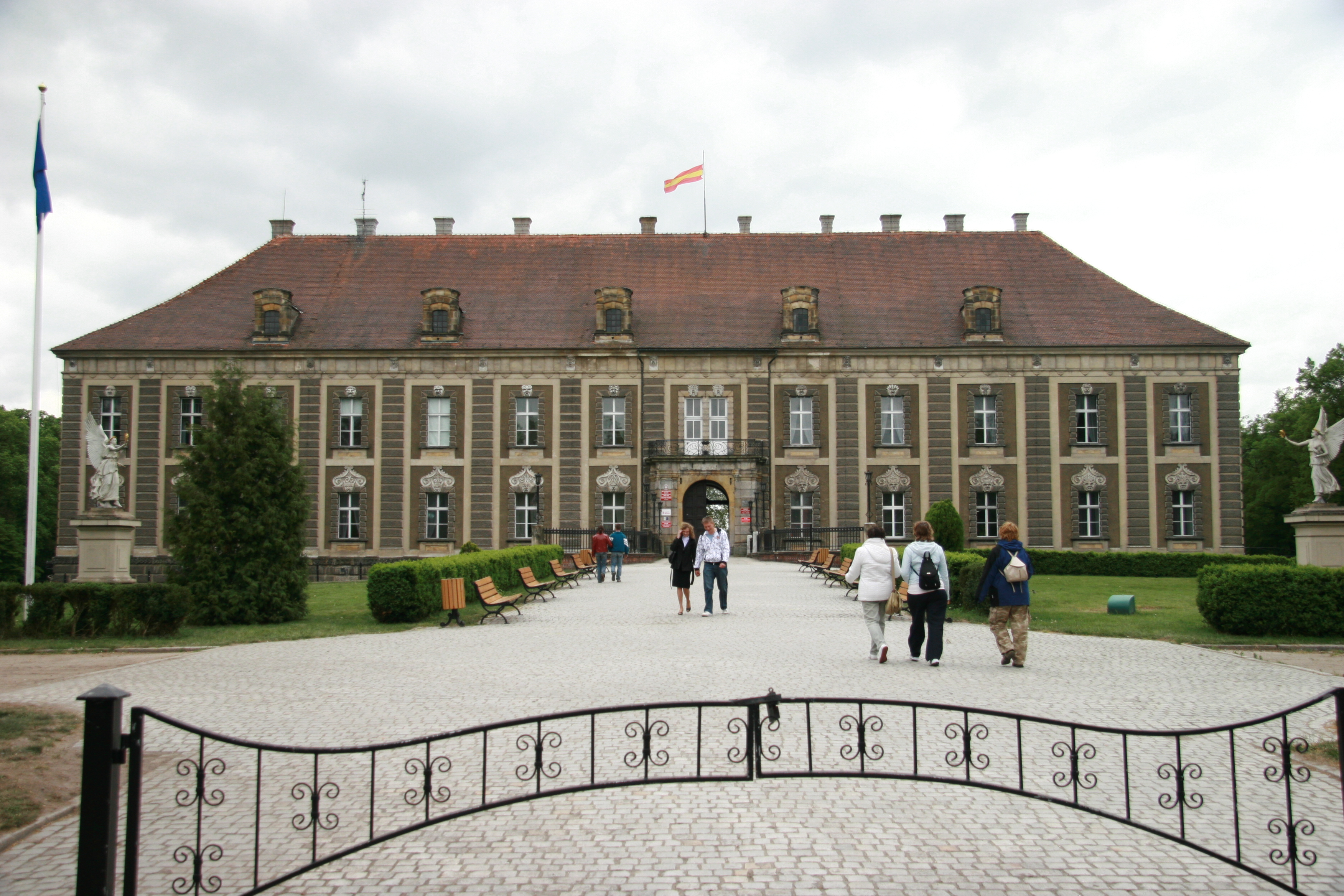
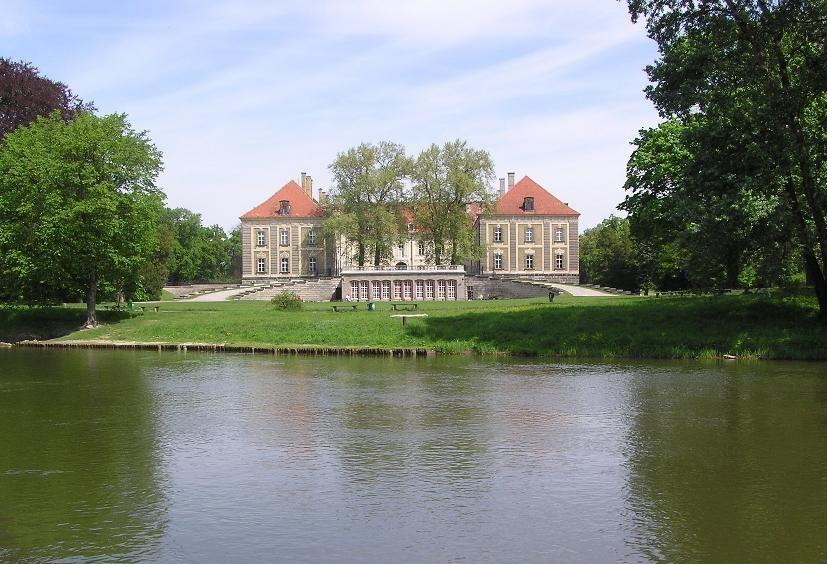
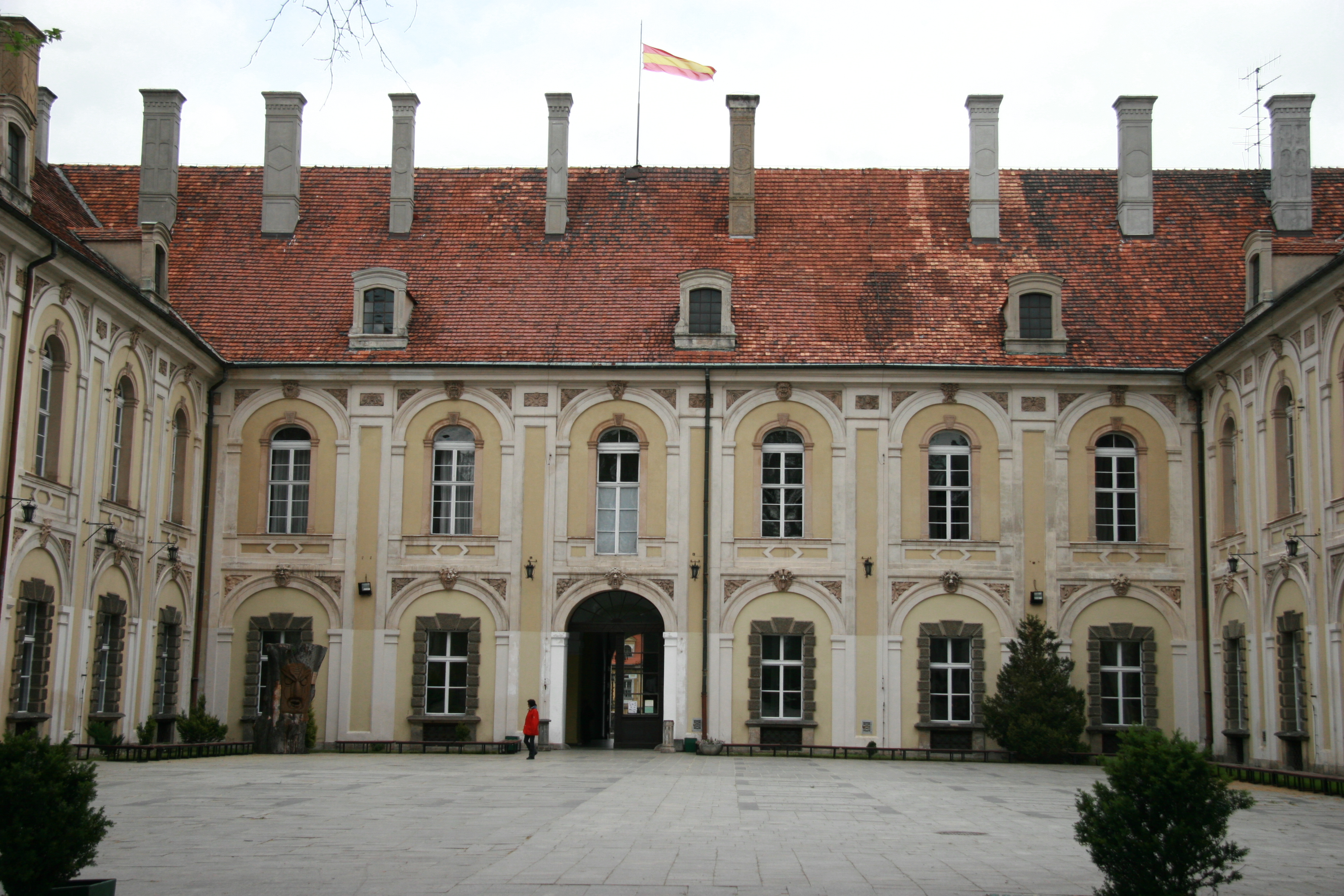